# Obispos homosexuales

La mitra se emplea como símbolo del ministerio del obispo en el cristianismo occidental.

La existencia de obispos homosexuales en la Iglesia católica, la anglicana y otras tradiciones es una cuestión históricamente documentada, aunque hasta recientemente jamás ha sido considerada lícita por ninguna de las denominaciones cristianas.
La actividad homosexual se realizaba en secreto. Cuando se hacía pública, la respuesta oficial podía variar desde la inacción hasta suspensión en el ejercicio de los cargos ligados al sacramento del orden.
Mientras que en la Iglesia católica está virtualmente prohibido, la Iglesia Anglicana ordena sacerdotes y obispos abiertamente homosexuales,al igual que la Iglesia episcopal, y la Iglesia de Escocia. Igualmente, iglesias nacionales luteranas como la Iglesia del Pueblo Danés y la Iglesia de Noruega permiten la ordenación de clérigos abiertamente LGBT. En Alemania, las iglesias luterana, reformadas y unidas, como parte de la Iglesia Evangélica en Alemania, ordenan a clérigos abiertamente LGBT.

## Secretismo histórico
En el pasado era costumbre que los individuos (pertenecieran al clero o no) mantuvieran en secreto su orientación y actividad sexual. La mayor importancia otorgada actualmente a la presencia del clero homosexual, incluyendo a obispos, en la vida de la iglesia refleja temas más amplios, tanto social como eclesiológicamente, como la tolerancia social y la relación entre cambio social y desarrollo doctrinal. En el siglo XI, Raphael, arzobispo de la ciudad francesa de Tours, instaló a su amante como obispo de Orleans, pero ni el papa Urbano II (entre 1088 y 1099) ni su sucesor, Pascual II (entre 1099 y 1118), tomaron medidas para destituir a ninguno de los dos hombres.
Esto ha precipitado crisis en diversas denominaciones cristianas, dando como resultado construcciones divergentes de las doctrinas éticas cristianas, que a su vez están asociadas con la interpretación de la Biblia (exégesis y hermenéutica). Tradicionalmente, la doctrina cristiana ha categorizado la actividad homosexual como pecadora. No ha sido hasta finales del siglo XX, con el incremento de la tolerancia en Norteamérica y Europa hacia la orientación gay y lésbica, que algunos obispos y otros miembros del clero han comenzado a manifestar su propia condición homosexual. Sin embargo, la naturaleza controvertida del tema en muchas iglesias ha supuesto que dichas revelaciones aparezcan normalmente como resultado de un escándalo público.
No obstante una mayor apertura en la sociedad occidental hacia la homosexualidad, una encuesta en el 2006 en Estados Unidos  encontró que entre parroquianos que asisten regularmente a misa aún prevalece una fuerte oposición a la idea de curas y obispos gais. En el caso de cristianos evangélicos la oposición incluyó a un 80% de los encuestados, y a aproximadamente a la mitad de los encuestados en congregaciones católicas. Dentro del grupo de personas que rara vez o nunca asisten a misa se encontró oposición de casi el 40%.

## Anglicanismo moderno

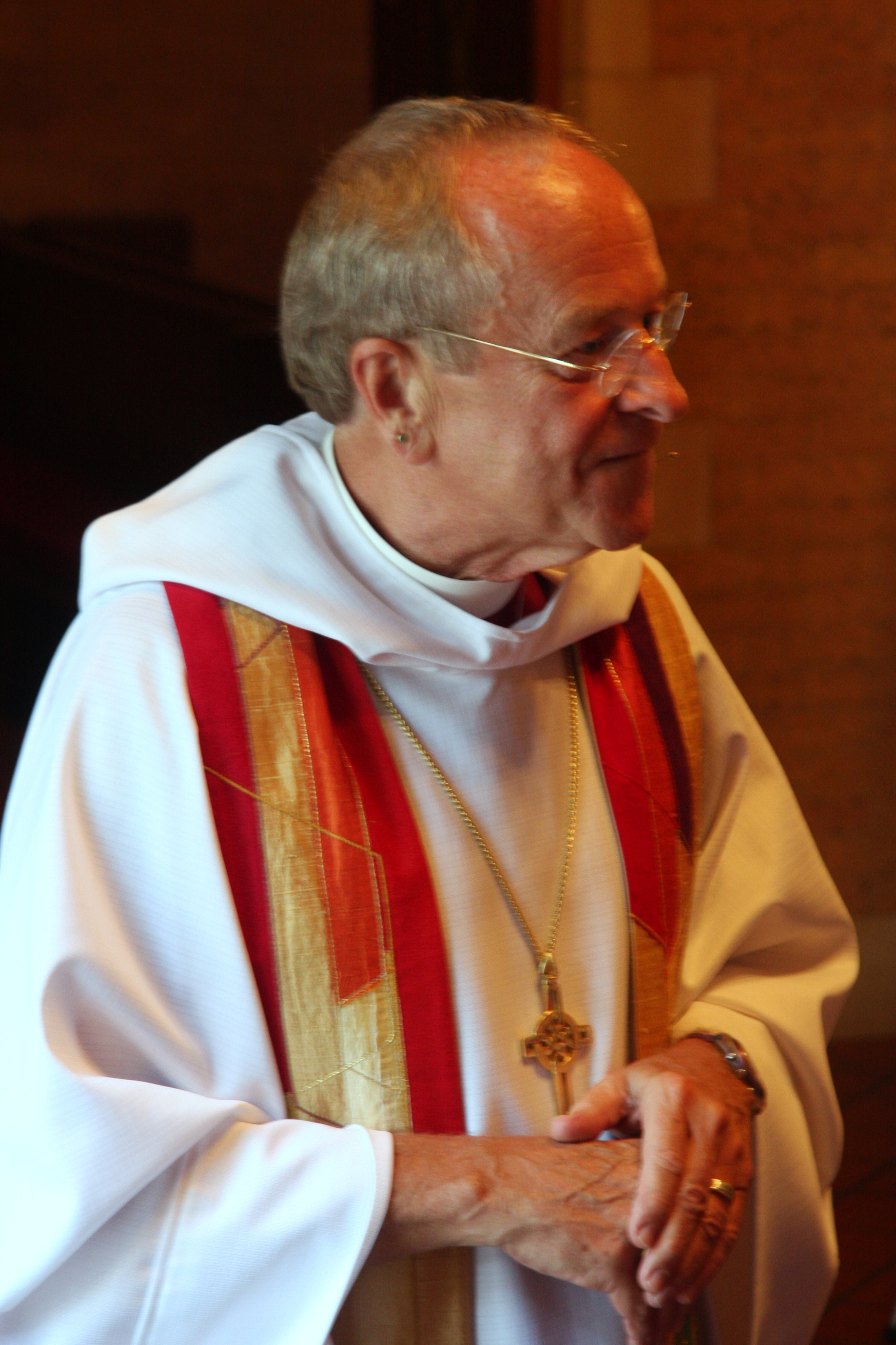
Gene Robinson, obispo de Nuevo Hampshire.

En el anglicanismo moderno se ha tratado de manera abierta el tema de la homosexualidad y su relación con las personas en el episcopado. La Iglesia episcopal en los Estados Unidos de América, miembro de la Comunión anglicana, ha consagrado a un obispo abiertamente gay que no era célibe, Gene Robinson como obispo diocesano de Nuevo Hampshire en 2003. La Iglesia de Inglaterra también acepta clérigos homosexuales en pareja y su nombramiento como obispos, bajo la condición de que prometan permanecer célibes. En 2010, la 219 ª Asamblea General de los presbiterios en EE. UU., votó a favor de permitir la ordenación de clérigos abiertamente homosexuales.
Hay casos obispos anglicanos abiertamente gay. Por ejemplo, el obispo episcopaliano Otis Charles salió del armario cuando se retiró. Había sido obispo en Utah desde 1971 a 1993.
En noviembre de 2009, la diócesis episcopal de Los Ángeles (California) eligió a la reverenda Mary Glasspool, de 55 años, para ser obispa auxiliar. Glasspool es abiertamente lesbiana, y mantiene una relación con su pareja desde 1988. Sin embargo, su elección podría ser rechazada por los obispos diocesanos. El arzobispo de Canterbury Rowan Williams la calificó de amenaza para la cohesión de la iglesia anglicana. Mary Glasspool contestó: «He dedicado mi vida a una vida de servicio para la gente de Jesucristo, y lo que duele es la sensación que alguien podría tener de que mi nombre o mi servicio podrían ser percibidos como divisores». La iglesia Episcopal de Estados Unidos, una de las mayores congregaciones de dicho país desde el año 2003, permite la ordenación de sacerdotes y obispos homosexuales. En 2012 la Iglesia de Escocia ha votado a favor de que sus sacerdotes puedan contraer matrimonio con parejas del mismo sexo.

## Iglesia católica en tiempos modernos

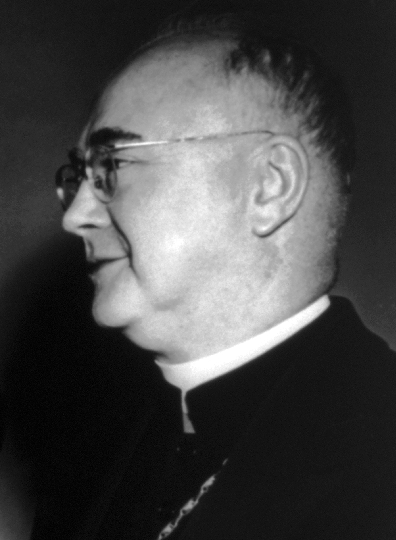
Cardenal Francis Spellman.

La Iglesia católica establece como obligatorio el celibato sacerdotal, que exige independientemente de la orientación sexual, que el candidato a consagrarse clero renuncie a toda actividad marital, por lo que la actuación de la Iglesia al descubrir relaciones homosexuales en sacerdotes y obispos es la misma como si estas relaciones hubieran sido heterosexuales, apartando al mismo del ministerio activo (secularización).
Francis Spellman, arzobispo de Nueva York (1889-1967) habría sido gay.
Su biógrafo, John Cooney, informó que muchos de los entrevistados daban por hecho su homosexualidad.
«Hablé con muchos sacerdotes que trabajaron con Spellman y estaban indignados, consternados y enojados por su conducta. El periodista Michelangelo Signorile describe a Spellman como «uno de los homosexuales más notorios, poderosos y sexualmente voraces en la historia de Iglesia católica de Estados Unidos»
Según Signorile, la Iglesia presionó a la editorial de John Cooney, Times Books, para que redujera a un solo párrafo las cuatro páginas que presentaban la sexualidad de Spellman.
Un libro publicado en 1998 afirma que durante la Segunda Guerra Mundial, Spellman habría mantenido una relación con un actor de reparto de la obra de Broadway One Touch of Venus.
El arzobispo Hans Hermann Groër fue destituido de su cargo por el papa Juan Pablo II por presunta mala conducta sexual que implicaba pederastia u homosexualidad. Oficialmente, el Papa aceptó la carta de dimisión escrita por Groër en su 75 cumpleaños, como lo hace todo obispo católico al llegar a esa edad.
El arzobispo Rembert Weakland de Milwaukee (Wisconsin) se retiró el 24 de mayo de 2002 tras revelarse que había empleado 450.000 dólares del presupuesto de la diócesis para solucionar una demanda contra él por acoso sexual. En una declaración una semana más tarde, admitió la falsedad de su aseveración previa de que los ingresos que había ganado al margen de sus actividades como cura (que habría entregado a la iglesia) excedían los 450.000 dólares.
En 2009 admitió que era gay, pero no reveló datos sobre sus relaciones.
En 2005, Juan Carlos Maccarone ―obispo de la ciudad argentina de Santiago del Estero― fue obligado a dimitir tras la publicación de imágenes en las que aparecía en plena actividad sexual con otro hombre. Se sugirió que tras la publicación pudo estar Carlos Juárez, exgobernador de la provincia, debido a que Maccarone ―aparte de realizar continuas críticas contra la homosexualidad desde el púlpito― lo criticaba debido a su dedicación a los derechos humanos a lo largo de su carrera.
En 2009 la Iglesia Católica de Brasil afirmó  que los sacerdotes pueden ser abiertamente  homosexuales siempre y cuando respeten el celibato, lo cual fue aprobado en su cuadragésima séptima Asamblea General.

## Luteranismo

Escudo de la diócesis de Estocolmo.

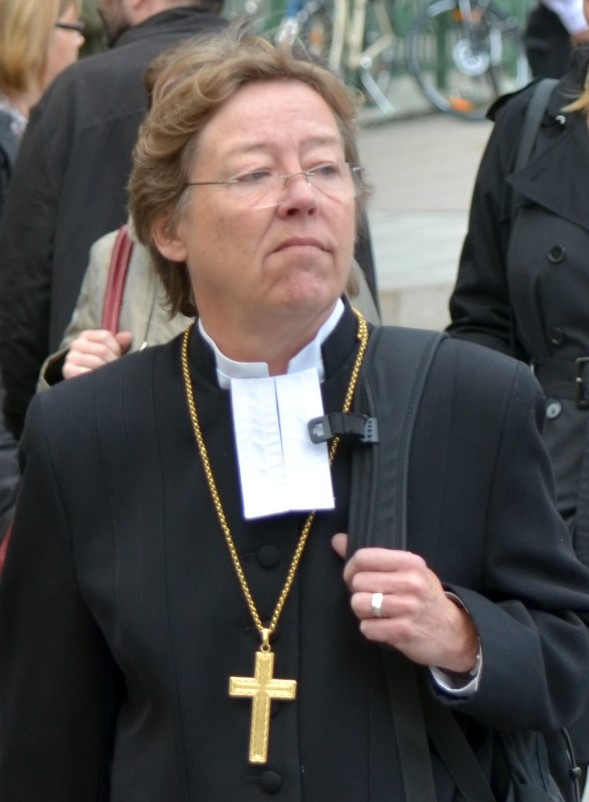
Eva Brunne

La iglesia de Suecia permite que tanto gais, como lesbianas formen parte del clero. En mayo de 2009, la diócesis de Estocolmo eligió a Eva Brunne como obispa. Consiguió el puesto por 413 votos a favor y 365 en contra, y relevó en el cargo oficialmente a la obispo Caroline Krook en noviembre de 2009. Brunne convive como pareja de hecho con su pareja Gunilla Linden, cura a su vez, y con quien tiene un hijo. Se cree que Brunne es la primera obispa lesbiana del mundo. Tras su elección, Brunne dijo: «Estoy feliz y muy orgullosa de formar parte de una iglesia que anima a las personas a tomar sus propias decisiones. [...] La diversidad supone una gran riqueza».
Igualmente, iglesias nacionales luteranas como la Iglesia del Pueblo Danés y la Iglesia de Noruega permiten la ordenación de clérigos abiertamente LGBT. En Alemania, las iglesias luterana, reformadas y unidas, como parte de la Iglesia Evangélica en Alemania, ordenan a clérigos abiertamente LGBT.
La Iglesia protestante en los Países Bajos también ordena al clero abiertamente LGBT. En Estados Unidos, la Iglesia evangélica luterana en América (ELCA) votó en 2009 permitir que las personas con relaciones con personas del mismo sexo pudieran ser ordenados como clero.

## Mormonismo
En 2007, Ron Boston, antiguo obispo de la Iglesia de Cristo (Santos de los Últimos Días) ―con iglesias en Nueva Zelanda y Australia―, se unió al movimiento raeliano (religión ovni) para poder expresar su homosexualidad.